# Coro dei Minatori di Santa Fiora
Il Coro dei Minatori di Santa Fiora è un ensemble vocale che ha sede a Santa Fiora, cittadina in provincia di Grosseto.
Ha acquisito notorietà nazionale dal 2009 come gruppo di accompagnamento del cantante Simone Cristicchi nella tournée Canti di miniera, d'amore, vino e anarchia (con tappa anche all'Arena Sferisterio di Macerata), in cui venivano proposti monologhi e canti popolari sulla vita dei minatori e delle loro famiglie.
Fra il 2009 e il 2010 il coro ha partecipato - sempre insieme a Cristicchi - a varie trasmissioni televisive e al concerto del Primo Maggio a Roma in occasione della festa dei lavoratori. Al Festival di Sanremo 2010 ha accompagnato ancora Cristicchi nella quarta serata dedicata ai duetti, nell'esecuzione del brano Meno male.

## Storia
Il coro - in accordo a quanto riferisce la pagina ad esso dedicata su MySpace - riprende il nome da quello di un gruppo di musica popolare preesistente degli anni settanta - il Coro dei minatori - che partecipò fra l'altro alla trasmissione televisiva RAI del 1977 Voi e io punto a capo.
È stato formato nel 2006 per iniziativa dell'Associazione culturale "Consultacultura" e con l'esplicito progetto del recupero e della reinterpretazione del vasto e originale repertorio di musica popolare di Santa Fiora e delle località minerarie del monte Amiata.

## Partecipazioni
Partecipazioni a festival e concerti:
- Festival delle culture anarchiche e libertarie
- Festa di Santa Barbara a Charleroi (Belgio)
- Iniziative culturali a Massa Marittima, Follonica, Niccioleta, Ribolla, Monticello Amiata, Arcidosso, Manciano, Poderi di Montemerano, Gavorrano ecc.
- Festival di Sanremo (come accompagnamento a Cristicchi nel brano "Meno male")
- Il 19 marzo 2011 il Coro dei Minatori di Santa Fiora è protagonista di una iniziativa ufficiale nell'ambito dei festeggiamenti dei 150 anni dell'Unità d'Italia all'Auditorium Parco della Musica di Roma, insieme ad altri ospiti che li hanno accompagnati negli ultimi anni: Andrea Camilleri, Laura Morante, Simone Cristicchi, Alessandro Mannarino, Rossoantico e altri.